# Mr. Whippy
Mr. Whippy (или Mister Whippy) — бренд мороженого с мягкими смесями, производимого компанией Unilever под брендом Wall's. Входит в состав Heartbrand. 

## История
История бренда Mr. Whippy берёт своё начало в 1958 году, когда британский бизнесмен Доминик Факкино посетил США и увидел франшизу мороженого Mister Softee. Не имея возможности лицензировать бренд в Великобритании, Факкино основал свою собственную франшизу Mr. Whippy в Бирмингеме. Первоначально было закуплено 6 фургонов. В 1966 году бренд Mr. Whippy был куплен компанией Unilever.

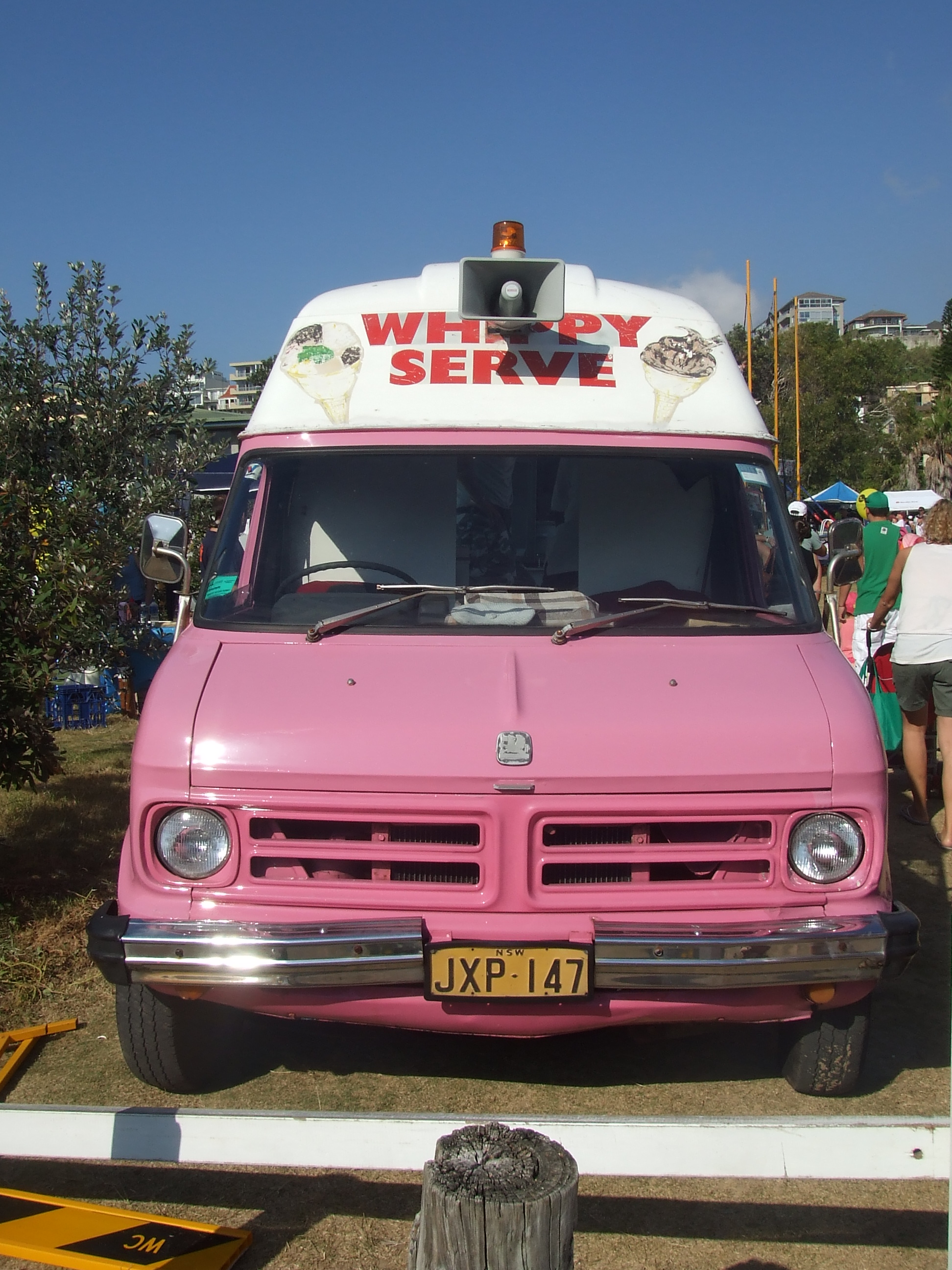
Фургон мороженщика Mr. Whippy Bedford CF в Сиднее, Австралия, 2010 год

В 1962 году бренд Mr. Whippy вышел на австралийский рынок. Из Саутгемптона в Сидней на корабле было отправлено 10 фургонов. После успеха в 1963 году было отправлено 24 фургона. После большого успеха в Австралии компания Facchino решила также работать по франшизе в Новой Зеландии, отправив туда 24 фургона. В течение периода франшизы от Mr. Whippy в Великобритании около 200 фургонов Commer Karrier были экспортированы из Великобритании в Австралию, а пятьдесят фургонов Austin были экспортированы в Новую Зеландию. Некоторое время мороженое Mr. Whippy продавалось на испанском острове Мальорка.
Франшиза Mr. Whippy в Австралии продолжалась до середины 1970-х годов, после чего физический автопарк был переименован и продан нескольким частным операторам. В 1982 году торговая марка «Mr. Whippy» была зарегистрирована в Австралии компанией по производству кафе-мороженого Mr. Whippy Pty Ltd. В настоящее время брендом владеет компания Franchised Food Company.

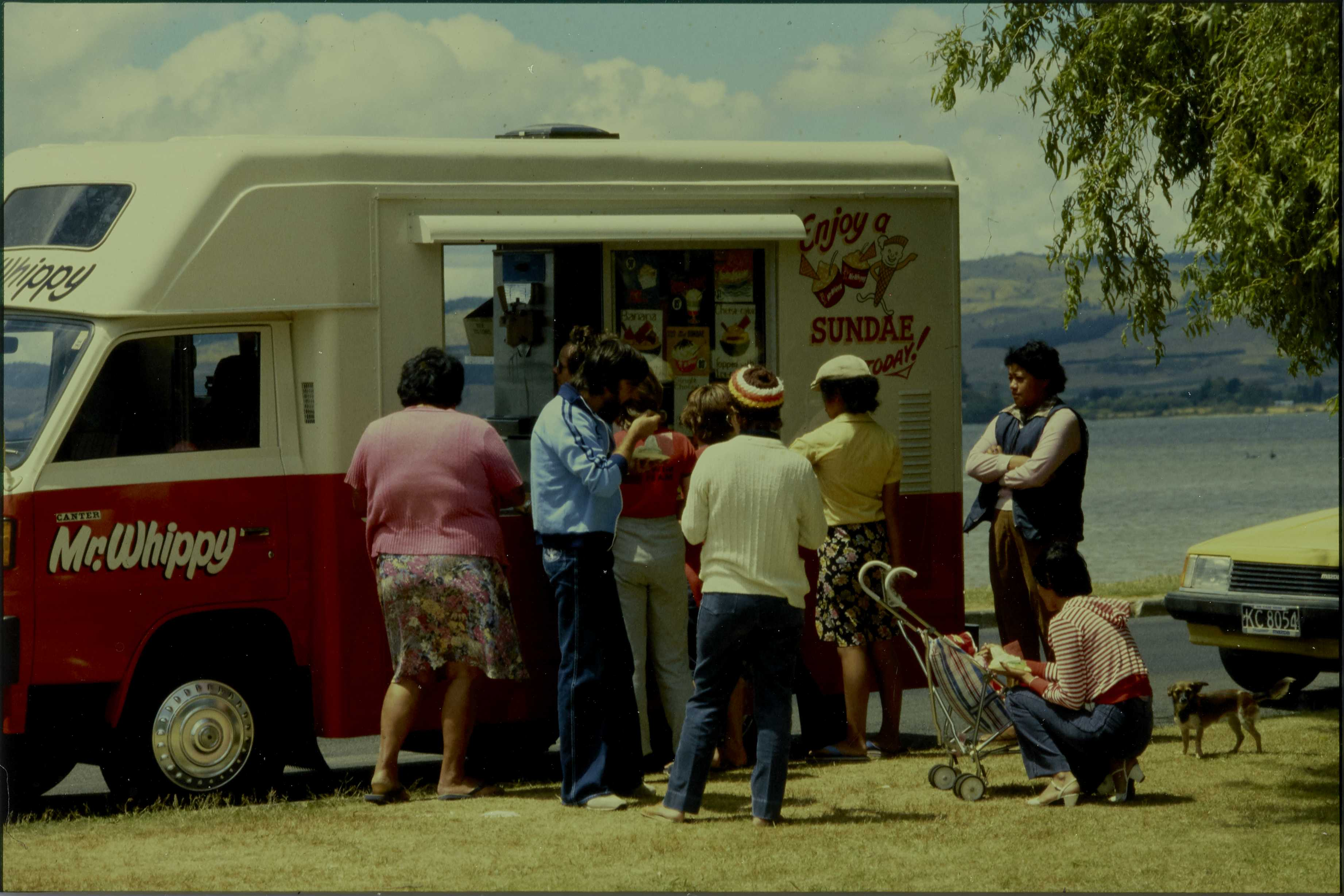
Фургон мороженщика Mr. Whippy Mitsubishi Fuso Canter возле озера Роторуа, Новая Зеландия, 1983 год

Компания General Foods Limited (позднее — Tip Top) приобрела генеральные права на Новую Зеландию в начале 1980-х годов. Стандартным фургоном стал Isuzu Elf. Оранжево-белая цветовая гамма заменила оригинальную розово-белую. В начале 2000 года компания Tip Top продала мастер-франшизу Питеру Вудхэму, франчайзи Waikato Mr. Whippy, который, в свою очередь, продал мастер-франшизу Flying Kiwi Holdings (бизнес, принадлежащий и управляемый Ником Кэрнсом, Скотом и Джелианой Грэм) в 2006 году. Парк пополнился автомобилями Ford Transit, Fiat Ducato и Mitsubishi Fuso. Вместо компании Fonterra Brands NZ поставщиком смеси для мороженого Mr. Whippy UHT стала компания Tatua. В настоящее время в Новой Зеландии насчитывается около 36 франчайзи Mr. Whippy и 58 фургонов.